# Aminata Diallo
Aminata Diallo (Grenoble, França; 3 d'abril de 1995) és una futbolista francesa que juga com a migcampista al Llevant UE de la Lliga F. És internacional amb la Selecció de futbol de França.

## Trajectòria
Després d'un breu pas per les categories inferiors de l'Olympique de Lió, Diallo va començar a jugar en la Segona divisió francesa al Grenoble Métropole Claix Football, on va jugar 42 partits de lliga i va marcar 12 gols entre 2011 i 2013. En la seva segona temporada van aconseguir els quarts de final de la Copa de França i Diallo va ser convocada amb la selecció sub-19.
El 2013 va fitxar per l'Arras de la Primera divisió francesa, on va romandre una temporada i va jugar 19 partits. Van quedar en vuitena posició de lliga. La següent temporada va passar a jugar amb el Guingamp. Allà hi va romandre dues temporades i va jugar 39 partits de lliga i 8 partits de copa, on va marcar dos gols. Amb l'equip bretó va aconseguir la cinquena plaça de lliga el primer any. En la seva segona temporada va ser nomenada capitana amb tan sols 20 anys. Van quedar vuitenes en la lliga i va començar a jugar amb l'equip B de la selecció francesa.
Diallo va fitxar pel París Sant-Germain al juny de 2016. En la seva primera temporada va jugar habitualment, tot i que sense ser una titular fixa. Va debutar en la Lliga de Campions, en la qual van assolir la final i van perdre davant l'Olympique de Lió. En la Lliga van ser terceres i en la Copa van ser finalistes, perdent també davant l'Olympique de Lió.
La següent temporada van ser subcampiones de lliga per darrere de l'Olympique de Lió, però en la Copa van vèncer en la final davant l'equip lionès. Diallo va seguir jugant de manera habitual i va debutar amb la selecció absoluta. La temporada 2018-19 van repetir subcampionat de lliga i van tornar a jugar la competició continental, en la qual van caure en quarts de final contra el Chelsea. En la copa es van creuar amb l'Olympique de Lió en els quarts de final, i foren derrotades.
La temporada 2019-20 Diallo va començar a tenir menys presència en l'equip. L'11 de març de 2020 va marxar cedida a l'Utah Royals per a la temporada de 2020 de la NWSL, encara que la pandèmia per Covid-19 va fer que pogués jugar poc. El 2 de gener de 2021 va ser cedida a l'Atlètic de Madrid, on va debutar disputant la Supercopa. Després de superar el FC Barcelona en tanda de penals en les semifinals, i guanyar còmodament el Llevant en la final, es van proclamar campiones. No obstant això, es va lesionar de gravetat i no va tornar a jugar la resta de la temporada.

## Internacional

### Categories inferiors
Diallo va debutar amb la selecció sub-19 en dos amistosos contra els Països Baixos al novembre de 2012 i va tornar a jugar amb aquesta selecció en el Torneig de la Mànega al març de 2013. Un mes després va participar en els tres partits de la Ronda Elit del Campionat Europeu Femení Sub-19 de la UEFA 2013, classificant-se per a la fase final. En la fase de grups va ser titular en el primer partit davant Anglaterra i contra Dinamarca, i no va jugar el tercer partit contra Gal·les. Va tornar a ser titular en la semifinal contra Alemanya, en la qual van guanyar per 2-1. De nou va ser titular en la final contra Anglaterra, que després de 90 minuts va acabar amb empat sense gols. En la pròrroga Diallo va sentenciar el partit en marcar el 2-0. França va guanyar per tercera vegada el Campionat Europeu d'aquesta categoria, i Diallo va ser una de les jugadores que més van brillar en el campionat.
Va tornar a participar en la fase classificatòria del Campionat Europeu la següent temporada, però van ser eliminades per Suècia en la Ronda Elit. El juny de 2014 va debutar amb la selecció sub-20 en dos amistosos contra Estats Units preparatoris per al Mundial Sub-20. En el campionat França va quedar en tercera posició després de perdre davant Alemanya en la semifinal i guanyar Corea del Nord en el partit pel tercer i quart lloc, en el qual Diallo va marcar un dels gols.
Va debutar amb la selecció B de França el 4 de març de 2015 en el Campionat d'Ístria contra el País de Gal·les, i va jugar 17 partits entre 2015 i 2019, la qual cosa la va convertir en la jugadora que més partits ha jugat amb aquesta selecció.

### Selecció absoluta
Va debutar amb la selecció absoluta el 20 d'octubre de 2017 en un amistós contra Anglaterra. El 6 d'abril de 2018 va marcar el seu primer gol internacional en un amistós contra Nigèria.

## Vida personal
Diallo és descendent de guineans.
El novembre de 2021, la companya de Diallo al Paris Saint-Germain, Kheira Hamraoui fou agredida al carrer per dos homes emmascarats que la van fer sortir del cotxe. L'assalt anava dirigit contra les seves cames, i podria ser un intent de lesionar-la. El 10 de novembre de 2021, Diallo fou arrestada com a sospitosa d'haver-ho plantejat. Després de 36 hores, Diallo va ser alliberada sense càrrecs.